# تاكيو واتانابي
تاكيو واتانابي (渡辺 岳夫 Watanabe Takeo، 16 أبريل 1933 - 2 يونيو 1989) هو عازف ومؤلف موسيقي ياباني، قام بتأليف موسيقى العديد من مسلسلات وأفلام الأنمي التلفزيونية، بما في ذلك موسيقى شارة مسلسل الأنمي الشهير Cutie Honey .
توفي واتانابي في الثاني من شهر يونيو من عام 1989 عن عمرٍ ناهز 56 عاماً، وفي عام 2008 تم تكريمه وتخليد ذكراه بمنحه جائزة الاستحقاق من معرض طوكيو الدولي للأنمي. 

## السيرة الذاتية
تاكيو هو الابن الأكبر للمؤلف الموسيقي أوراتو واتانابي، وقد تخرج من جامعة موساشي، ودرس الموسيقى في باريس بفرنسا.

## من أعماله

### الأنمي
- هايدي (アルプスの少女ハイジ Arupusu no Shōjo Haiji؟، 1974)
- فادي بائع الحليب (フランダースの犬 Furandāsu no Inu؟، 1975)
- راسكال (あらいぐまラスカル Araiguma Rasukaru؟، 1977)
- ريمي (الولد) (家なき子 Ie Naki Ko؟، 1977)
- بيرين (ペリーヌ物語 Perīne Monogatari؟، 1978)
- موبايل سوت كاندام (機動戦士ガンダム Kidō Senshi Gandamu؟، 1979)
- بسمة وعبدو (森の陽気な小人たち ベルフィーとリビット Mori no Yōki na Kobito-tachi: Berufi to Rirubitto؟، 1980)
- ساندي بِل (ハロー！サンディベル Harō! Sandeiberu؟، 1981)
- فتيات وأمنيات (若草の四姉妹 Wakakusa no Yon Shimai؟، 1981)
- جورجي (レディジョージィ Redi Jōjī؟، 1983)